# Selección de waterpolo de Yugoslavia
La selección de waterpolo de Yugoslavia fue el equipo nacional de waterpolo que representó al Reino de los serbios, croatas y eslovenos (1920-1929), el Reino de Yugoslavia (1929-1941), la República Federal Popular de Yugoslavia (1946-1963), la República Federativa Socialista de Yugoslavia (1963–1992). Fueron uno de los equipos de waterpolo más fuertes en la historia del deporte, habiendo ganado 7 medallas olímpicas, 4 mundiales, 5 mundiales y 13 europeas.
Para las últimas selecciones oficiales de waterpolo, consulte:
- Selección de waterpolo de Bosnia y Herzegovina
- Selección de waterpolo de Croacia
- Selección de waterpolo de Montenegro
- Selección de waterpolo de Macedonia del Norte
- Selección de waterpolo de Serbia
- Selección de waterpolo de Eslovenia

## Participaciones

### Juegos Olímpicos
| Año   | Resultado      | Pos.             | PJ           | PG           | PE           | PP           | GF           | GC           | Dif.         |
| ----- | -------------- | ---------------- | ------------ | ------------ | ------------ | ------------ | ------------ | ------------ | ------------ |
| 1900  | No participó   | No participó     | No participó | No participó | No participó | No participó | No participó | No participó | No participó |
| 1932  | No participó   | No participó     | No participó | No participó | No participó | No participó | No participó | No participó | No participó |
| 1936  | Fase de grupos | 10°              | 3            | 1            | 0            | 2            | 11           | 8            | +3           |
| 1948  | Fase de grupos | 9°               | 3            | 1            | 1            | 1            | 17           | 10           | +7           |
| 1952  | Subcampeones   | Medalla de plata | 8            | 6            | 2            | 0            | 43           | 14           | +29          |
| 1956  | Subcampeones   | Medalla de plata | 6            | 4            | 1            | 1            | 36           | 11           | +25          |
| 1960  | Cuarto puesto  | 4°               | 7            | 5            | 0            | 2            | 27           | 14           | +13          |
| 1964  | Subcampeones   | Medalla de plata | 7            | 6            | 1            | 0            | 41           | 10           | +31          |
| 1968  | Campeones      | Medalla de oro   | 9            | 7            | 1            | 1            | 86           | 35           | +51          |
| 1972  | Ronda final    | 5°               | 9            | 5            | 1            | 3            | 52           | 43           | +9           |
| 1976  | Ronda final    | 5°               | 8            | 1            | 5            | 2            | 46           | 34           | +8           |
| 1980  | Subcampeones   | Medalla de plata | 8            | 5            | 2            | 1            | 58           | 34           | +24          |
| 1984  | Campeones      | Medalla de oro   | 7            | 6            | 1            | 0            | 72           | 49           | +23          |
| 1988  | Campeones      | Medalla de oro   | 7            | 6            | 0            | 1            | 83           | 55           | +28          |
| Total | 3 títulos      | 16/24            | 114          | 73           | 17           | 24           | 839          | 538          | +301         |

### Campeonato Mundial de Waterpolo
| Año   | Resultado     | Pos.              | PJ | PG | PE | PP | GF  | GC  | Dif. |
| ----- | ------------- | ----------------- | -- | -- | -- | -- | --- | --- | ---- |
| 1973  | Ronda final   | Medalla de bronce | 10 | 6  | 1  | 3  | 58  | 44  | +14  |
| 1975  | Primera ronda | 13°               | 3  | 2  | 0  | 1  | 15  | 12  | +3   |
| 1978  | Ronda final   | Medalla de bronce | 11 | 7  | 0  | 4  | 64  | 39  | +25  |
| 1982  | Segunda ronda | 7°                | 6  | 4  | 0  | 2  | 58  | 52  | +6   |
| 1986  | Campeones     | Medalla de oro    | 7  | 5  | 2  | 0  | 73  | 56  | +17  |
| 1991  | Campeones     | Medalla de oro    | 7  | 6  | 0  | 1  | 81  | 46  | +35  |
| Total | 2 títulos     | 6/6               | 44 | 30 | 3  | 11 | 349 | 249 | +100 |

### Copa Mundial de Waterpolo
| Año   | Resultado    | Pos.              | PJ           | PG           | PE           | PP           | GF           | GC           | Dif.         |
| ----- | ------------ | ----------------- | ------------ | ------------ | ------------ | ------------ | ------------ | ------------ | ------------ |
| 1979  | Ronda final  | Medalla de bronce | 7            | 5            | 0            | 2            | 38           | 32           | +6           |
| 1981  | Ronda final  | Medalla de plata  | 7            | 5            | 1            | 1            | 66           | 50           | +16          |
| 1983  | No participó | No participó      | No participó | No participó | No participó | No participó | No participó | No participó | No participó |
| 1985  | Ronda final  | 4°                | 7            | 3            | 2            | 2            | 54           | 49           | +5           |
| 1987  | Campeones    | Medalla de oro    | 7            | 5            | 2            | 0            | 75           | 54           | +21          |
| 1989  | Campeones    | Medalla de oro    | 5            | 4            | 1            | 0            | 50           | 45           | +15          |
| 1991  | Ronda final  | Medalla de plata  | 5            | 4            | 0            | 1            | 35           | 28           | +7           |
| Total | 2 títulos    | 6/7               | 38           | 26           | 6            | 6            | 318          | 258          | +60          |

### Campeonato Europeo de Waterpolo
| Año   | Resultado      | Pos.              |
| ----- | -------------- | ----------------- |
| 1926  | No participó   | No participó      |
| 1927  | Fase de grupos | 9°                |
| 1931  | No participó   | No participó      |
| 1934  | Ronda final    | 5°                |
| 1938  | No participó   | No participó      |
| 1947  | Fase de grupos | 8°                |
| 1950  | Ronda final    | Medalla de bronce |
| 1954  | Ronda final    | Medalla de plata  |
| 1958  | Ronda final    | Medalla de plata  |
| 1962  | Ronda final    | Medalla de plata  |
| 1966  | Ronda final    | Medalla de bronce |
| 1970  | Ronda final    | Medalla de bronce |
| 1974  | Ronda final    | Medalla de bronce |
| 1977  | Ronda final    | Medalla de plata  |
| 1981  | Ronda final    | 4°                |
| 1983  | Ronda final    | 4°                |
| 1985  | Ronda final    | Medalla de plata  |
| 1987  | Ronda final    | Medalla de plata  |
| 1989  | Ronda final    | Medalla de plata  |
| 1991  | Campeones      | Medalla de oro    |
| Total | 1 título       | 28/31             |

## Estadísticas

### Más participaciones
| N.º | Nombre          | Pdos. | Pos. | Años | País       |
| --- | --------------- | ----- | ---- | ---- | ---------- |
| 1   | Igor Milanović  | 349   | ?    |      | Serbia     |
| 2   | Ratko Rudić     | 297   | ?    |      | Croacia    |
| 3   | Zoran Roje      | 241   | ?    |      | Croacia    |
| 4   | Mirko Sandić    | 235+  | ?    |      | Serbia     |
| 5   | Milivoj Bebić   | 222   | ?    |      | Croacia    |
| 6   | Goran Rađenović | 200+  | ?    |      | Serbia     |
| 7   | Dubravko Šimenc | 200   | ?    |      | Croacia    |
| 8   | Goran Sukno     | 121   | ?    |      | Croacia    |
| 9   | Veselin Đuho    | 113   | ?    |      | Croacia    |
| 10  | Andrija Popović | 100+  | ?    |      | Montenegro |
| 11  | Ozren Bonačić   | 96+   | ?    |      | Croacia    |

### Mayores goleadores
| N.º | Nombre         | Metas | Prom. | Pos. | Años | País    |
| --- | -------------- | ----- | ----- | ---- | ---- | ------- |
| 1   | Milivoj Bebić  | 620   | 2,79  | ?    |      | Croacia |
| 2   | Igor Milanović | 540   | 1,55  | ?    |      | Serbia  |
| 3   | Mirko Sandić   | 250+  |       | ?    |      | Serbia  |